# بووانا
بووانا اولین گوساله حاصل از انتقال جنین‌های لقاح آزمایشگاهی است که در ساعت ۲ بامداد یکشنبه ۱۵ اردیبهشت ۱۳۸۷ در پایگاه تحقیقاتی پژوهشکده رویان اصفهان با وزن ۴۳ کیلوگرم و به صورت طبیعی متولد شد. بووانا برگرفته از نام لاتین گاو BOVINE و بر وزن نام دومین گوسفند شبیه سازی ایران رویانا است.

## منبع
1. ↑  «بووانا در اصفهان متولد شد». وبگاه همشهری آنلاین. بایگانی‌شده از اصلی در ۲۰ مه ۲۰۰۸. دریافت‌شده در ۱ سپتامبر ۲۰۰۹. تاریخ وارد شده در |تاریخ بازدید= را بررسی کنید (کمک)
2. ↑  «تولد اولین گوساله حاصله از لقاح آزمایشگاهی». وبگاه پژوهشکده رویان. دریافت‌شده در ۱ سپتامبر ۲۰۰۹. تاریخ وارد شده در |تاریخ بازدید= را بررسی کنید (کمک)